# 400 meter frisim för damer i simning vid olympiska sommarspelen 2016
Damernas 400 meter frisim vid olympiska sommarspelen 2016 avgjordes 7 augusti 2016 i Estádio Aquático Olímpico.

## Resultat

### Försöksheat
| Placering | Heat | Bana | Namn                   | Nationalitet   | Tid     | Noteringar |
| --------- | ---- | ---- | ---------------------- | -------------- | ------- | ---------- |
| 1         | 4    | 4    | Katie Ledecky          | USA            | 3:58.71 | Q, 0OR0    |
| 2         | 3    | 3    | Jazmin Carlin          | Storbritannien | 4:02.83 | Q          |
| 3         | 3    | 4    | Leah Smith             | USA            | 4:03.39 | Q          |
| 4         | 4    | 6    | Coralie Balmy          | Frankrike      | 4:03.40 | Q          |
| 5         | 3    | 6    | Brittany MacLean       | Kanada         | 4:03.43 | Q, 0NR0    |
| 6         | 3    | 5    | Jessica Ashwood        | Australien     | 4:03.58 | Q          |
| 7         | 4    | 3    | Boglárka Kapás         | Ungern         | 4:04.11 | Q          |
| 8         | 4    | 1    | Tamsin Cook            | Australien     | 4:04.36 | Q          |
| 9         | 2    | 5    | Zhang Yuhan            | Kina           | 4:06.30 |            |
| 10        | 2    | 4    | Sarah Köhler           | Tyskland       | 4:06.55 |            |
| 11        | 2    | 3    | Lotte Friis            | Danmark        | 4:07.13 |            |
| 12        | 1    | 4    | Chihiro Igarashi       | Japan          | 4:07.52 |            |
| 13        | 1    | 3    | Joanna Evans           | Bahamas        | 4:07.60 | 0NR0       |
| 14        | 4    | 2    | Lauren Boyle           | Nya Zeeland    | 4:07.90 |            |
| 15        | 3    | 2    | Mireia Belmonte García | Spanien        | 4:08.12 |            |
| 16        | 2    | 6    | Andreina Pinto         | Venezuela      | 4:08.34 |            |
| 17        | 3    | 8    | Melania Costa Schmid   | Spanien        | 4:08.96 |            |
| 18        | 4    | 8    | Anja Klinar            | Slovenien      | 4:09.07 |            |
| 19        | 4    | 5    | Sharon van Rouwendaal  | Nederländerna  | 4:11.44 |            |
| 20        | 2    | 8    | Arina Openysheva       | Ryssland       | 4:11.83 |            |
| 21        | 2    | 2    | Ajna Késely            | Ungern         | 4:12.40 |            |
| 22        | 3    | 1    | Alice Mizzau           | Italien        | 4:14.20 |            |
| 23        | 1    | 6    | Katarina Simonović     | Serbien        | 4:15.57 |            |
| 24        | 1    | 2    | Kristel Köbrich        | Chile          | 4:16.07 |            |
| 25        | 2    | 7    | Emily Overholt         | Kanada         | 4:16.24 |            |
| 26        | 2    | 1    | Nguyễn Thị Ánh Viên    | Vietnam        | 4:16.32 |            |
| 27        | 4    | 7    | Diletta Carli          | Italien        | 4:17.15 |            |
| 28        | 3    | 7    | Cao Yue                | Kina           | 4:19.57 |            |
| 29        | 1    | 5    | Valerie Gruest         | Guatemala      | 4:19.58 |            |
| 30        | 1    | 7    | Lani Cabrera           | Barbados       | 4:28.95 |            |
| 31        | 1    | 8    | Gabriella Doueihy      | Libanon        | 4:31.21 |            |
| 32        | 1    | 1    | Rebeca Quinteros       | El Salvador    | 4:52.11 |            |

### Final
| Placering | Bana | Namn             | Nationalitet   | Tid     | Noteringar |
| --------- | ---- | ---------------- | -------------- | ------- | ---------- |
| 1         | 4    | Katie Ledecky    | USA            | 3:56.46 | 0VR0       |
| 2         | 5    | Jazmin Carlin    | Storbritannien | 4:01.23 |            |
| 3         | 3    | Leah Smith       | USA            | 4:01.92 |            |
| 4         | 1    | Boglárka Kapás   | Ungern         | 4:02.37 | 0NR0       |
| 5         | 2    | Brittany MacLean | Kanada         | 4:04.69 |            |
| 6         | 8    | Tamsin Cook      | Australien     | 4:05.30 |            |
| 7         | 7    | Jessica Ashwood  | Australien     | 4:05.68 |            |
| 8         | 6    | Coralie Balmy    | Frankrike      | 4:06.98 |            |